# Росомаха (фільм)
«Росомаха» (англ. The Wolverine) — американський фантастичний бойовик Джеймса Менголда, за сценарієм Марка Бомбека і Крістофера Маккоурі. Фільм заснований на серії коміксів, які були створені ще 1982 Френком Міллером і Крісом Клермонт. Це шостий фільм із серії фільмів Люди Ікс, продовження фільму Люди Ікс: Остання битва.

## Синопсис
У серпні 1945 року Логан перебуває в японському таборі військовополонених поблизу Нагасакі. Під час атомного бомбардування міста він рятує офіцера Ічіро Яшіду, прикриваючи його своїм тілом від вибуху.
У наш час Логан живе як відлюдник у горах Юкону, страждаючи від галюцинацій Жан Ґрей, яку він був змушений убити, аби врятувати світ. Його знаходить Юкіо — мутантка, яка може передбачати смерть — і передає запрошення від Яшіди, що нині є генеральним директором технологічного конгломерату. Яшіда, який помирає від раку, просить Логана приїхати до Японії, аби той дозволив йому віддячити за врятоване життя.
У Токіо Логан зустрічається з сином Яшіди — Шінґеном, та його онукою Маріко. Яшіда пропонує передати його зцілюючі здібності собі, щоб продовжити життя, а Логана — позбавити його «прокляття» безсмертя. Логан відмовляється. Тієї ж ночі лікарка Яшіди, докторка Ґрін, отруює Логана уві сні, але той сприймає це як кошмар.
Наступного ранку Юкіо повідомляє, що Яшіда помер. Під час похорону якудза намагається викрасти Маріко, але Логан допомагає їй утекти. Його поранено, й рани не гояться так швидко, як раніше. Після сутички на швидкісному потязі Логан і Маріко ховаються в готелі. Тим часом особистий охоронець Яшіди, Харада, зустрічається з докторкою Ґрін, яка наказує йому знайти Логана та Маріко.
Логан і Маріко вирушають до дому Яшіди в Нагасакі, і закохуються. Юкіо, маючи видіння смерті Логана, прямує до них. Та до її приїзду Маріко викрадають. Після допиту викрадача Логан і Юкіо виходять на слід нареченого Маріко — міністра юстиції Морі, який зізнається, що разом із Шінґеном планував викрадення, бо Яшіда передав компанію не синові, а онуці.
Маріко доправляють до Шінґена в маєток, де її викрадають ніндзя під керівництвом Харади. Логан і Юкіо прибувають пізніше та виявляють за допомогою рентгена в тілі Логана роботичний паразит, що пригнічує його зцілення. Логан сам собі вирізає пристрій. У цей час Шінґен нападає, але Юкіо затримує його, даючи Логану час оговтатися та вбити нападника.
Логан вирушає на батьківщину Яшіди, де його захоплюють ніндзя. Докторка Ґрін поміщає його до машини, пояснюючи, що хоче відібрати його здатність до регенерації. Вона представляє Срібного Самурая — електромеханічний костюм з мечами з адамантію. Маріко тікає та звільняє Логана. Харада розуміє свою помилку і гине, рятуючи Логана.
Юкіо вбиває докторку Ґрін. У битві з Срібним Самураєм Логан втрачає адамантієві кігті, а його здатність до зцілення починають витягати. Виявляється, що в костюмі ховається сам Яшіда, який інсценував свою смерть. Він омолоджується, але Маріко пронизує його адамантієвими кігтями. Логан відновлює кістяні кігті та вбиває Яшиду. Виснажений, він бачить останнє видіння Жан Ґрей, в якому остаточно прощається з нею.
Маріко стає генеральним директором Yashida Industries та прощається з Логаном. Юкіо обіцяє бути його охоронцем, і вони разом залишають Японію.
Сцена після титрів: Через два роки Логан повертається до США і в аеропорту зустрічає Чарльза Ксав'єра та Еріка Леншерра (Магнето), які попереджають його про нову людську зброю, що може загрожувати всій расі мутантів.

## В ролях
- Г'ю Джекмен — Джеймс Гоулетт/Лоґан/Росомаха.
- Хіроюкі Санада — Шінген Яшіда, батько Маріко і голова клану.
- Тао Окамото — Маріко Яшіда, донька Яшіда (дідусь Маріко), в яку закохується Логан (Росомаха).
- Харукіко Яманоуті — Ічіро Яшіда.
- Ріла Фукушіма — Юкіо, дівчина, яку взяв до себе Шінген Яшіда, коли та ще була дитиною. Таємно закохана в Росамаху і приховує свої почуття, але, в свою чергу, піклується про нього. Мутант, здатний бачити майбутнє.
- Вілл Юн Лі — Кен'ютіо Харада, зведений брат Маріко.
  - Браян Ті — Міністр юстиції Японії Нобуро Морі. Наречений Маріко, якого обрав їй батько (Шінген Яшіда). Не кохає Маріко і зраджує їй.
- Світлана Ходченкова — Вайпер (гадюка).
- Кен Ямамура — молодий Яшіда.
- Фамке Янссен — Джин Ґрей.

## Створення фільму
- 4 березня 2010 — Крістофер МакКворрі закінчив сценарій.[5]
- 13 жовтня 2010 — стало відомо, що режисером буде Даррен Аронофскі.[6]
- 29 жовтня 2010 — стало відомо, що у фільмі з'являться такі персонажі Marvel Comics, як Шінген Яшіда, Срібний самурай[en], Маріко Яшіда[en], Юкіо[en], Нобуро Морі і Гадюка[en].[7]
- 17 березня 2011 — Даррен Аронофскі пішов з посади режисера з особистих причин[8].[9]
- Зйомки фільму повинні були початися в березні 2011[10] Але позаяк планували знімати в Японії, і тільки два тижні в Канаді, землетрус і цунамі відклали дату виробництва картини.[8].
- 16 червня 2011 — режисером став Джеймс Менголд.[11]
- 8 лютого 2012 року — Кіностудія 20th Century Fox оголосила дату прем'єри «Росомахи», картина вийде на екрани 2 липня 2013[12].

## Цікаві факти
- Підзаголовок «Безсмертний» фільм має в Аргентині, Бразилії, Чилі, Іспанії та Італії. У Франції у фільму підзаголовок «Битва безсмертного», в Японії — «Самурай», у Німеччині — «Шлях воїна».
- Одним з головних лиходіїв фільму буде Срібний самурай, хоча він вже з'являвся в грі X-Men: The Official Game, де загинув у битві з Росомахою.
- Спочатку фільм планувався як сиквел до «Люди Ікс. Початок: Росомаха», проте пізніше було вирішено, що фільм буде оповідати про історію Лоґана після подій третьої частини.
- Джеймс Менголд у своєму Твітері зізнався, що джерелами натхнення для фільму стали самурайські фільми «13 убивць» і трилогія «Самурай» про Міямото Мусасі; вестерни «Шейн» і «Джосі Вейлз — людина поза законом»; кримінальні фільми «Французький зв'язковий» і «Китайський квартал»; і драми «Чорний нарцис», «Плавучі трави», «Чунцинський експрес» і «Щасливі разом»[13].
- Це вперше, коли фільм із серії виходить без прикріплення до назви «Люди Ікс».
- На роль Шінгена пробував себе японський актор Того Ігава.
- Джесіку Біл розглядали на роль Гадюки.
- Г'ю Джекмен для його топлес-сцен у фільмі хотів виглядати якомога більш струнким та м'язистим. Тож він сів на дієту, що полягає у зневодненні організму (використовується у бодібілдингу) і не вживав рідини 36 годин перед зйомками топлес-сцен. Від цього в нього боліла голова і була сильна слабкість, однак він був задоволений результатом, оскільки зневоднення підтягувало, і надавало йому той перебільшено-м'язистий вигляд, який він хотів мати у своїх топлес сценах.
- Для підготовки до ролі, Г'ю Джекмен звернувся до Двейна Джонсона за порадою щодо збільшення ваги для фільму. Джонсон порадив Джекмену набирати фунт на тиждень протягом 24 тижнів, і для цього з'їдати 6000 калорій за день. Робити це потрібно було за рахунок споживання великої кількості курки, м'яса та коричневого рису.
- Гільєрмо дель Торо хотів бути режисером фільму.[14]
- Зйомки тривали всього лише 80 днів і проходили в Японії та на студії компанії Фокс в Сіднеї (Австралія).
- Костюм Срібного самурая створювався протягом 5 місяців командою фахівців. Він містить 600 окремих деталей, кожна з яких попередньо була окремо розроблена і змодельована на комп'ютері.